# Cristina Scuccia
Cristina Scuccia (Comiso, Sicília, 1988 o 1989) és una cantant italiana i ex monja de la Companyia de Santa Úrsula que el 5 de juny de 2014 va guanyar la segona edició del concurs televisiu de talents musicals The Voice of Italy, la versió italiana de La voz després de rebre 50 milions de visites a internet.

## Biografia
Criada en una família humil i cristiana de Sicília, tenia el somni de ser una cantant d'èxit. Als 18 anys es presentà al programa musical de la televisió italiana Amici, però no l'agafaren i decidí guanyar diners cantant a les places dels pobles i en casaments.
El 2007 va marxar a viure a Roma, on estudià cant i interpretació a l'escola Star Rose Accademy, fundada per l'ex actriu Claudia Koll, que també és de la Companyia de Santa Úrsula de la Sagrada Família. Fou protagonista al musical 'Il coraggio di amare' interpretant la religiosa Sor Rosa Rocuzzo a l'estil Sister Act, un fet que la portà a descobrir la vocació religiosa. Ja des de la congregació, el 2010 marxà al Brasil per a fer el noviciat, on no deixà de cantar perquè en les seves entrevistes sempre explica que pretén apropar Jesús a la gent cantant. El 2014, quan participà en el programa The Voice, es dedicava a gestionar i donar classes a l'escola infantil de la congregació i ajudar els infants de famílies desestructurades de Milà (Itàlia).

## Participació a The Voice

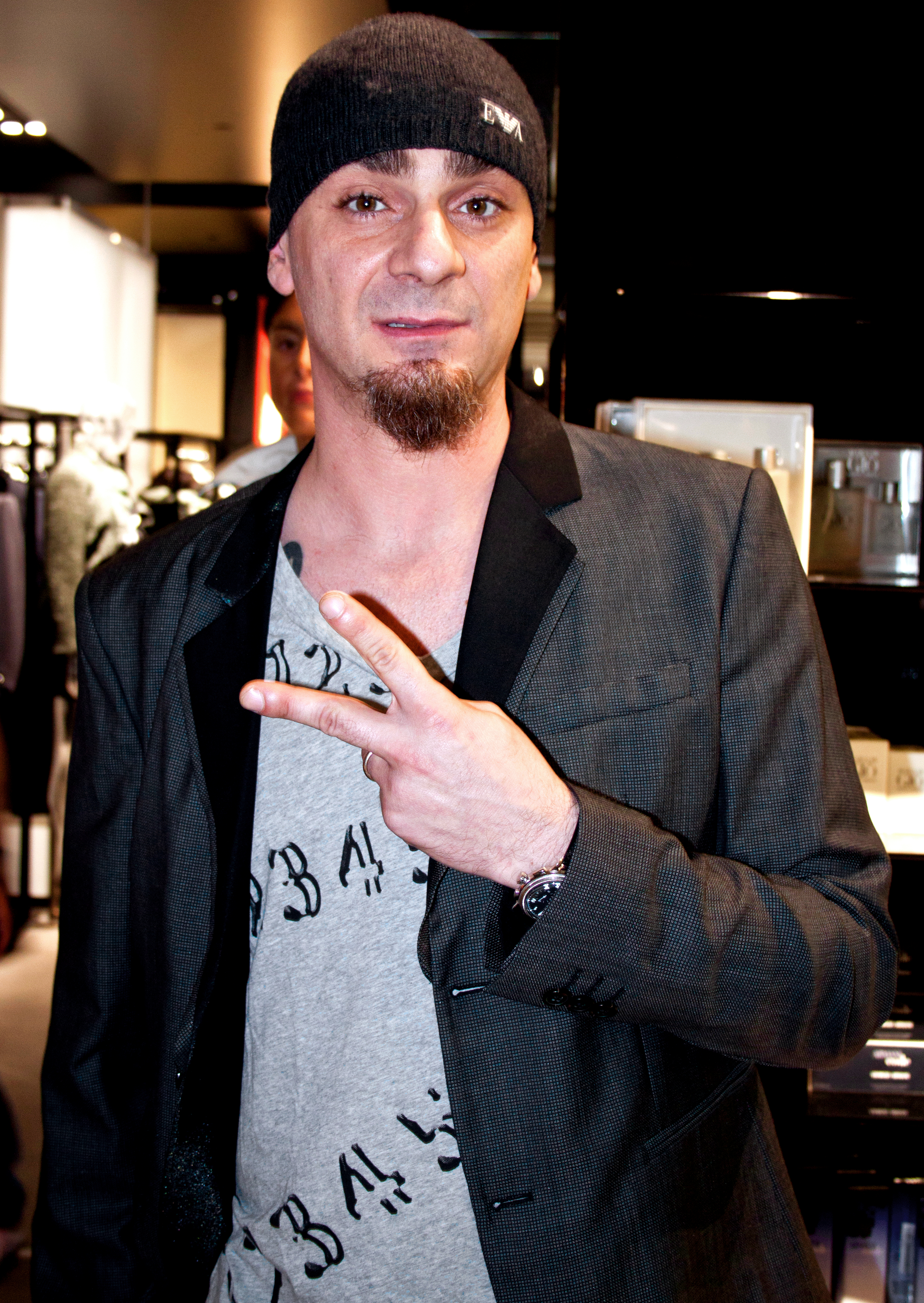
L'entrenador de la monja fou el raper italià J-Ax

Participà en el càsting de Rai1 amb el seu hàbit de les germanes Ursulines amb ritme i una veu potent, un fet que desconcertà al jurat, format entre altres per Raffaella Carrá, que no es creia que fos monja. El públic del país de majoria catòlica s'entusiasmà per les seves versions de cançons de Flashdance i Dirty Dancing, així com el No One d'Alicia Keys, una cantant que la va qualificar d'"energia pura" i el Girls Just Wanna Have Fun. Entrenada pel raper italià J-Ax que és exlíder del grup italià Articolo 31, va donar una audiència rècord al programa amb un 15% i s'endugué el guardó gràcies a rebre el 62% dels vots del públic.